# Lac des Petits Escoumins
Pour les articles homonymes, voir Escoumins.
Le lac des Petits Escoumins est un plan d’eau douce traversé par la rivière des Petits Escoumins, dans le territoire non organisé de Lac-au-Brochet, dans la municipalité régionale de comté (MRC) de La Haute-Côte-Nord, dans la région administrative du Côte-Nord, dans la province de Québec, au Canada.
La foresterie constitue la principale activité économique du secteur ; les activités récréotouristiques en second notamment la villégiature (au Sud-Ouest du lac), la chasse, la pêche, les VTT ou la motoneige.
La partie inférieure de la vallée de la rivière des Petits Escoumins est desservie par la route 138, se dirigeant généralement vers le Nord-Est en suivant le littoral Nord du fleuve Saint-Laurent. Des routes forestières secondaires sont en usage dans cette zone pour la foresterie, les activités récréotouristiques et l’entretien des lignes électriques à haute tension d’Hydro-Québec.
La surface du lac des Petits Escoumins est habituellement gelée de la fin novembre au début avril, toutefois la circulation sécuritaire sur la glace se fait généralement de la mi-décembre à la fin mars.

## Géographie
Les principaux bassins versants voisins du lac des Petits Escoumins sont :
- côté Nord : lac du Chien, lac Cent Dix Piastres, lac des Piliers, rivière Roussel, rivière du Sault au Mouton ;
- côté Est : rivière des Petits Escoumins, lac du Corbeau, lac Oscar-Larivée, lac au Bonhomme-Michaud, baie de Mille-Vaches, La Petite Romaine, golfe du Saint-Laurent ;
- côté Sud : rivière des Escoumins, ruisseau des Trois Portes, rivière Polette, lac Polette, lac Fontaine, ruisseau du Caribou, rivière Cassette ;
- côté Ouest : rivière des Escoumins, lac du Pont Flottant, lac Boulanger, rivière Chatignies, rivière Boulanger[1].

Situé pleinement en zone forestière et formé par l’élargissement de la rivière des Petits Escoumins, le lac des Petits Escoumins épouse la forme d’une hache dont le manche est tourné vers l’Est. Ce lac comporte une superficie de km2, une longueur de 4,0 km, une largeur maximale de 1,0 km et une altitude de 282 m. La rivière des Petits Escoumins traverse le lac des Petits Escoumins sur 3,1 km, d’abord vers le Sud-Est, puis vers l’Est.
Le lac des Petits Escoumins comporte quatre îles. Ce lac est entouré de montagnes dont un sommet atteint 440 m au Nord-Est. Les principales caractéristiques de ce lac sont (description selon le sens horaire à partir de l’embouchure) :
- une baie étroite s’étirant sur 2,6 km vers l’Est, menant au barrage de l’embouchure du lac ;
- une baie dans la partie Sud-Ouest, s’étirant sur 1,0 km vers le Sud-Est et comportant une entrée d’une largeur de 0,4 km. Le fond de cette baie reçoit les eaux de la décharge (venant du Sud-Est) du « Lac au Caribou » ;
- une baie enclavée entre deux montagnes, s’étirant sur 0,7 km vers le Nord-Ouest et recueillant les eaux de la rivière des Petits Escoumins (venant du Nord-Est)[1].

L’embouchure du lac des Petits Escoumins est localisée au fond d’une baie de la rive Nord-Est du lac, sur le cours de la rivière des Petits Escoumins, soit à :
- 21,4 km à l’Ouest de l’embouchure de la rivière des Petits Escoumins ;
- 21,2 km au Sud-Ouest du centre du village des Escoumins ;
- 46,1 km au Sud-Ouest du centre-ville de Forestville ;
- 39,8 km au Nord de Tadoussac[1].

À partir de l’embouchure du lac des Petits Escoumins, la courant emprunte le cours de la rivière des Petits Escoumins laquelle coule sur 26,5 km généralement vers le Sud-Est, jusqu’à la rive Ouest du fleuve Saint-Laurent.

## Toponymie
Le toponyme « lac des Petits Escoumins » dérive de la rivière du même nom. Il a été officialisé le 29 août 1972 par la Commission de toponymie du Québec.